# Antal János (karatemester)
Antal János (Budapest, 1938. november 18. – Budapest, 2017. február 26.) sótókan karate mester.
Antal János 9. danos karatemester a magyar sótókan karate megalapítója. 1956-ban 18 évesen harcolt az orosz megszálló csapatok ellen, majd kénytelen volt elhagyni az országot. Bátyját keresve több évet töltött a Francia Idegenlégióban, majd onnan leszerelve Belgiumban telepedett le.
Itt kezdett el karatézni is. A Brabo karate centrumban edzett és itt érte el a 2. dan fokozatot. 1974-ben jött vissza Magyarországra, ahol aktívan részt vett az első hazai karate klub életében. A Mélyépterv SK önvédelmi csoportjából alakult meg az első hazai karateklub Kecskés Sándor vezetésével 1974-ben. Antal János mester volt a szakmai tanácsadó és gyakran járt haza támogatva a kis csoport tevékenységét.